# Thẩm Kiếm Hồng
Thẩm Kiếm Hồng (tiếng Trung: 沈劍虹; bính âm: Chén Jiànhóng; tên Latinh: James C.H. Shen; ngày 2 tháng 7 năm 1909 Thượng Hải – ngày 12 tháng 7 năm 2007 Đài Bắc) là nhà ngoại giao Đài Loan. Họ Thẩm là đại sứ cuối cùng của chính thể Trung Hoa Dân Quốc tại Hợp chúng quốc Hoa Kỳ trước khi Hoa Kỳ thay đổi quan điểm công nhận ngoại giao cho Cộng hòa Nhân dân Trung Hoa năm 1979.

## Thiếu thời
Thẩm Kiếm Hồng sinh ra tại Thượng Hải, Đại Thanh năm 1909. Thẩm nhập học tại Đại học Yên Kinh thuộc thành phố Bắc Kinh. Ông lấy bằng thạc sĩ chuyên ngành báo chí tại Đại học Missouri năm 1935.
Khởi đầu sự nghiệp, Thẩm là ký giả và biên tập viên. Ông chuyên đưa tin cho các hãng thông tấn tại khắp Trung Quốc, Đài Loan và Hồng Kông.
Thêm vào đó, Thẩm còn bắt đầu làm phân tích viên và bình luận viên cho chính phủ Trung Quốc. Một trong những vị trí công quyền đầu tiên ông đảm nhận là "trưởng bộ phận" của Sở quốc tế thuộc Bộ Thông tin và giám đốc Phòng Thông tin Hành chính (GIO).

## Sự nghiệp ngoại giao
Thẩm Kiếm Hồng từng kinh qua các công việc như phiên dịch viên Anh-Trung và thư ký cho lãnh đạo Trung Quốc Quốc dân Đảng Tưởng Giới Thạch. Ông được chỉ định làm phát ngôn viên Bộ Ngoại giao và giám đốc Phòng Thông tin Hành chính.
Bị quân Cộng sản của Mao Trạch Đông tấn công, Thẩm Kiếm Hồng theo chân Tưởng Giới Thạch chạy đến Đài Loan tạo dựng chính quyền Đài Bắc năm 1949. Trong vai trò đại sứ thường trú của chính quyền Đài Loan, Thẩm được phái đến Úc từ năm 1966 tới năm 1968 trước khi được triệu về Đài Loan nhậm chức Thứ trưởng Bộ Ngoại giao giai đoạn 1968 - 1971.
Năm 1971, Thẩm Kiếm Hồng được chỉ định làm Đại sứ Trung Quốc tại Hoa Kỳ. Thẩm đến thủ đô Washington D.C. nhậm chức chỉ trước chuyến thăm chính thức của Tổng thống Mỹ Richard Nixon tới Trung Hoa Đại Lục vài tháng. Tại Đại Lục, Nixon ký một thông cáo với chính quyền Mao Trạch Đông. Thông cáo chính thức nói rõ Hoa Kỳ thừa nhận Chính sách Một Trung Quốc của chính quyền Mao, công nhận Đài Loan là một bộ phận của Trung Quốc, chính quyền Trung Hoa Dân Quốc không phải là một nhà nước hợp hiến cho toàn lãnh thổ Trung Quốc hoặc đại diện cho một quốc gia độc lập. Bản tuyên cáo này là một đòn chí mạng lên chính quyền Quốc Dân Đảng, phủ nhận hoàn toàn vai trò lãnh đạo toàn Trung Quốc của chính thể Trung Hoa Dân Quốc.
Thẩm Kiếm Hồng nỗ lực thuyết phục Hoa Kỳ trong suốt thập niên 1970 nhằm công nhận chính quyền Đài Loan và sự lãnh đạo của Quốc Dân Đảng. Quốc Dân Đảng và Hoa Kỳ đã là những đồng minh quan trọng của nhau suốt thời Thế Chiến II và Chiến tranh lạnh cho đến nhiệm kỳ tổng thống Nixon. Tuy nhiên, Thẩm đã thất bại hoàn toàn. Năm 1979 dưới thời Tổng thống Jimmy Carter, Hoa Kỳ chấm dứt quan hệ ngoại giao chính thức với Đài Loan, xem lãnh thổ này là một bộ phận của Trung Quốc.
Tháng 1 năm 1979, Thẩm Kiếm Hồng quay về Đài Bắc, hồi hưu sau khi bang giao Mỹ-Đài đoạn tuyệt. Phần đời còn lại ông sống tại Đài Loan. Ông viết sách gây nhiều tranh cãi về việc Mỹ từ chối công nhận Đài Loan, trong đó, ông là chứng nhân đầu tiên.
Thẩm từ trần tại tư gia ở Đài Bắc vào ngày 12 tháng 7 năm 2007, sau một thời gian dài lâm bệnh. Ông thọ 98 tuổi, thọ hơn người vợ Wei-yi Shen của mình.
Kể từ năm 1979, Đài Loan không còn mở đại sứ quán tại Hoa Kỳ, do hai nước không còn thiết lập bang giao chính thức. Tuy vậy, Đài Loan vẫn tiếp tục duy trì cơ quan đại diện tại thủ đô Washington D.C., mang tên Văn phòng Kinh tế và Văn hóa Đài Bắc tại Hoa Kỳ, có văn phòng tại 12 thành phố khác nhau của nước Mỹ.